# Tiago Alves (ur. 1993)
Tiago Alves (ur. 12 stycznia 1993 w São João do Araguaia) – brazylijski piłkarz występujący na pozycji napastnika.

## Kariera piłkarska
Wychowanek Santos FC, w którym w 2011 roku rozpoczynał seniorską karierę. W Campeonato Brasileiro Série A zadebiutował 22 maja 2011 roku w zremisowanym 1:1 spotkaniu z SC Internacional. Z Santosu był wypożyczany do Boa EC, América Mineiro, CA Penapolense i Paraná Clube. Na początku 2015 roku podpisał kontrakt z Penapolense. Z tego klubu natychmiastowo został wypożyczony do Pohang Steelers. W barwach tego klubu rozegrał 25 meczów w K League 1, debiutując 15 marca w przegranym 2:4 spotkaniu z Ulsanem Hyundai. Rundę wiosenną sezonu 2016 spędził na wypożyczeniu w Seongnam FC, po czym podpisał kontrakt z Al-Hilal. Wystąpił w 10 meczach Saudi Professional League, po czym został wypożyczony do Shimizu S-Pulse. W J1 League zadebiutował 16 marca 2017 roku w zremisowanym 1:1 spotkaniu z Omiyą Ardija. Ogółem w Shimizu S-Pulse rozegrał 17 meczów w lidze. W 2018 roku przeszedł do Jeonbuk Hyundai Motors, z którym dwukrotnie zdobył mistrzostwo Korei Południowej. W drugiej połowie 2019 roku grał na wypożyczeniu w Sagan Tosu. Po zakończeniu sezonu 2019 przeszedł do tego klubu na zasadzie transferu definitywnego. W 2021 roku grał w Gambie Osaka. W 2022 roku został zawodnikiem Fagiano Okayama.

## Statystyki ligowe
| Sezon         | Klub                   | Liga                          | Mecze | Gole |
| ------------- | ---------------------- | ----------------------------- | ----- | ---- |
| 2011          | Santos FC              | Campeonato Brasileiro Série A | 8     | 0    |
| 2012          | Boa EC                 | Campeonato Brasileiro Série B | 9     | 1    |
| 2013          | América Mineiro        | Campeonato Brasileiro Série B | 11    | 2    |
| 2014          | Paraná Clube           | Campeonato Brasileiro Série B | 26    | 6    |
| 2015          | Pohang Steelers        | K League 1                    | 25    | 4    |
| 2016 (w)      | Seongnam FC            | K League 1                    | 19    | 13   |
| 2016/2017 (j) | Al-Hilal as-Saudi FC   | Saudi Professional League     | 10    | 1    |
| 2017          | Shimizu S-Pulse        | J1 League                     | 17    | 4    |
| 2018          | Jeonbuk Hyundai Motors | K League 1                    | 18    | 2    |
| 2019 (w)      | Jeonbuk Hyundai Motors | K League 1                    | 2     | 0    |
| 2019 (j)      | Sagan Tosu             | J1 League                     | 4     | 0    |
| 2020          | Sagan Tosu             | J1 League                     | 13    | 3    |
| 2021          | Gamba Osaka            | J1 League                     | 17    | 2    |
| 2022          | Fagiano Okayama        | J2 League                     | 34    | 16   |